# Nuristão
Nuristão ou Nurestão (em persa: نورستان, transl. Nūrestān) é uma província do Afeganistão. Sua capital é a cidade de Parun.

## Demografia
Cerca de 99,3% da população da província num total de 300 000 habitantes é nuristanesa. 0,1% é tajique. 78% falam as seguintes línguas nuristanesas: 
- Askunu
- Kamkata-viri
- Vasi-vari
- Tregami
- Kalasha-ala
- Pashayi (falada por 15% da população)

As principais tribos nuristanesas na província são a Katta (38%), a Kalasha (30%), a Ashkori ou Wamayee (12%), a Kam (10%), a Satra (5%) e a Parsoon (4%).

## Distritos
A província de Nuristão divide-se nos seguintes distritos:
- Bargi Matal
- Doab
- Kamdish
- Mandol
- Nurgeram (Nuristão)
- Wama (Parun)
- Waygal